# جيمس رايت (لاعب كرة قدم أمريكية أمريكي)
جيمس رايت (بالإنجليزية: James Wright)‏ هو لاعب كرة قدم أمريكية أمريكي، ولد في 31 ديسمبر 1991 في Buras, Louisiana ‏ في الولايات المتحدة.

## وصلات خارجية
- جيمس رايت على موقع مرجع كرة القدم المحترفة.كوم (الإنجليزية)
- جيمس رايت على موقع قاعة تينيسي للمشاهير الرياضية (الإنجليزية)